# Willem Marinus van Rossum

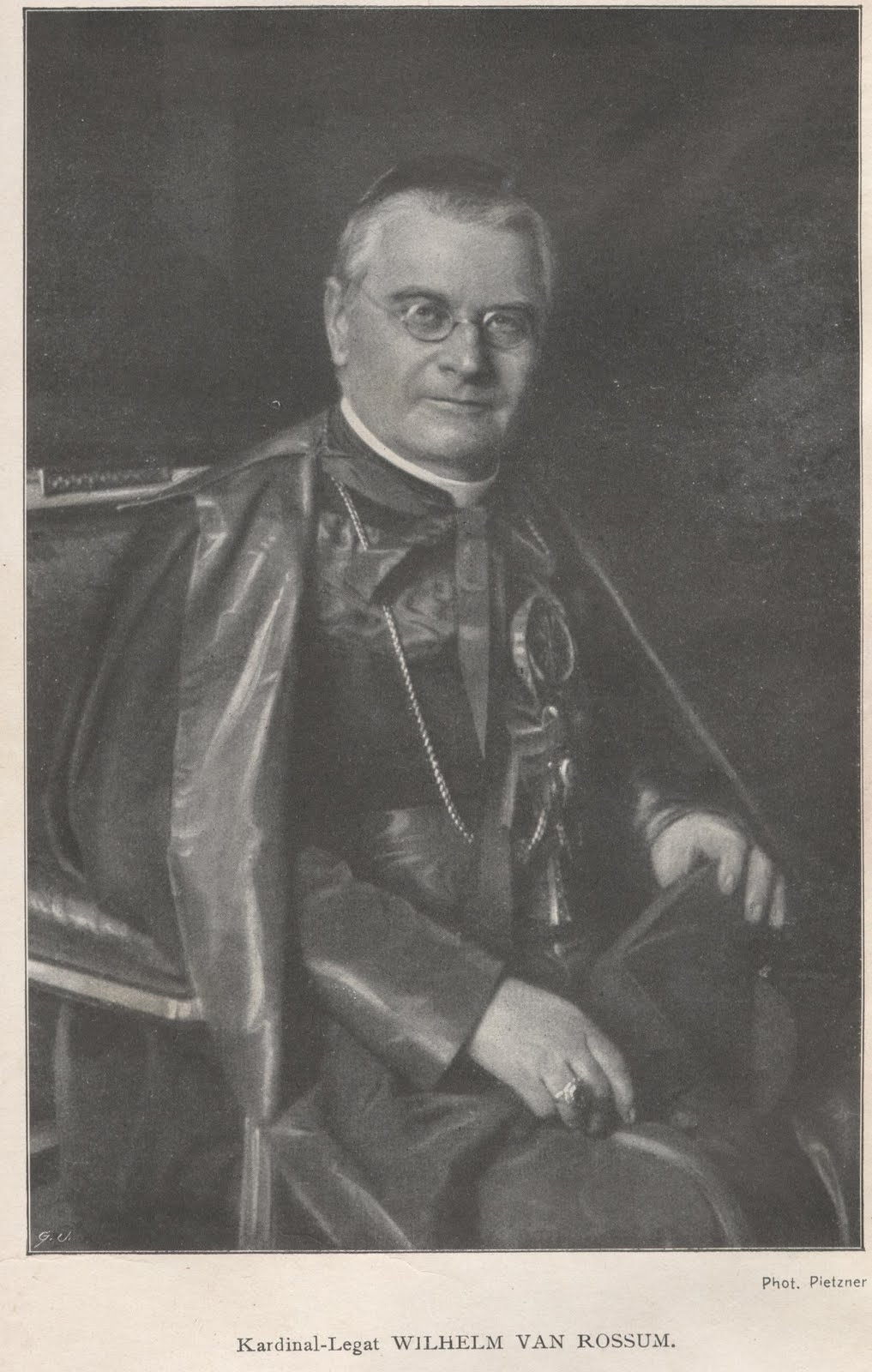
Willem Marinus van Rossum.

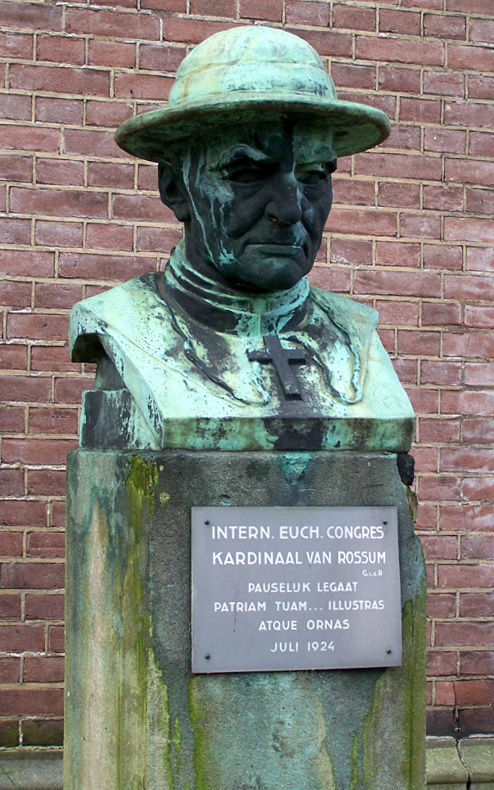
Willem Marinus van Rossum.

Willem Marinus van Rossum, född den 3 september 1854 i Zwolle i Nederländerna, död den 30 augusti 1932 i Maastricht, var en romersk-katolsk kardinal.
van Rossum blev 1874 redemptorist och senare professor i dogmatik vid ordens högskola i Witten i Nederländerna, kallades 1894 till Rom, användes där i olika uppdrag och utnämndes 1909 till kardinal. Han blev medlem av flera kardinalkongregationer och ordförande i påvliga kommissionen för bibelstudier samt deltog i arbetet på den nyreviderade kyrkolagen ("Codex juris canonici"), som framlades 1917 (gällde från maj 1918). 
Sedan det mest omfattande av alla kyrkodepartementen, Congregatio de propaganda fide, efter kardinal Gottis död, 1916, omorganiserats under kardinal Serafinis ledning 1917, så att den orientaliska delen lösgjorts till en särskild kongregation med påven själv som prefekt, blev van Rossum vid Serafìnis död (1918) den latinska (västerländska) propagandans chef. Under honom lydde sålunda bland andra Sveriges katoliker. 
Som ett led i den efter Världskriget växande katolska ultramontanismen företog van Rossum hösten 1923 en resa genom alla de nordiska länderna, även Island, varvid han bland annat i Helsingfors vigde sin landsman Buckx till den förste biskopen över Finlands katolska kyrka (den första romersk-katolska biskopsvigningen i Norden efter reformationen). Den hyllning, som van Rossum under resan mötte, även från några icke-katoliker, kom honom av allt att döma att missuppfatta det religiösa läget i Norden. 
Genom en skrift, som han efter återresan utgav på Nederländska (Aan mijne katoliche landgenoten) och i ett par tyskaupplagor med olika titlar (bland annat Die religiöse läge der katholiken in den nordischen ländern, 1924), spred han inte bara en rad uppenbart felaktiga detaljuppgifter, utan en totalbild, som fick först Finlands, sedan Sveriges (1924) och slutligen Norges (1925) evangeliska prästerskap att genom pressen, även i Tyskland, framlägga protester mot hans framställning. 
Vid de nordiska katolikernas vallfarter till Rom under "det heliga året" 1925 och vid kanonisationen av motreformationens organisatör i Tyskland, Canisius, spelade van Rossum en roll.